# Elektrownia jądrowa Maki
Elektrownia jądrowa Maki (jap. 巻原子力発電所 Maki genshiryoku hatsudensho) – anulowana, częściowo zbudowana elektrownia jądrowa w japońskim mieście Maki, w prefekturze Niigata. Elektrownia miała być administrowana przez Tohoku Electric Power.
Zgodę na budowę elektrowni wydano w 1982 r. W tym samym roku rozpoczęto prace budowlane. Do zatrzymania budowy w 1983 r. zdążono wznieść część budynku reaktora 1 (BWR). W 2004 r. ostatecznie zrezygnowano z budowy elektrowni jądrowej w Maki.